# Iron Savior
Pour leur premier album, voir Iron Savior (album).
Iron Savior est un groupe de power metal allemand, originaire de Hambourg. Il est formé à l'origine de Piet Sielck, Kai Hansen et Thomen Stauch.

## Biographie
Iron Savior est formé en 1996 par Piet Sielck, membre fondateur de Helloween et producteur de Uriah Heep, Gamma Ray, Saxon et Blind Guardian. Le groupe fait ses premières armes en été 1996, avec une reprise de la chanson Desert Plains pour l'album tribute de Judas Priest, intitulé A Tribute to Judas Priest : Legends of Metal Vol. II. Pour son premier album éponyme, le groupe recrute Thomen Stauch (ex-Blind Guardian) et Kai Hansen de Gamma Ray. Le projet solo signe avec le label Noise Records. Avec un casting improvisé (Jan-S. Eckert à la basse et Andreas Kück aux claviers), le groupe joue au Wacken Open Air et dans une tournée en ouverture pour Edguy.
Puis Dan Zimmermann (Gamma Ray) est recruté, complétant la formation. Ensemble, ils enregistrent et publient le deuxième album du groupe, Unification, et trois EPs. Unification atteint la 79e place des classements allemands. En 2001, le groupe part en tournée avec Running Wild, Nocturnal Rites et Labyrinth. La même année, Kai Hansen quitte le groupe pour se consacrer à une tournée avec Gamma Ray. Il sera remplacé par Joachim « Piesel » Küstner (Lacrimosa). Thomas Nack deviendra le batteur du groupe. En 2002 sort l'album Condition Red, le premier qui fait participer Hansen. Le groupe joue ensuite avec le guitariste Uwe Lulis (ex-Grave Digger). Comme pour Iron Maiden, le groupe joue avec trois guitaristes sur scène.
2003 signe une accalmie dans le groupe. Iron Savior reprend en 2004 avec la sortie de l'album Battering Ram avant le départ de Jan-S. Eckert. Il est remplacé par Yenz Leonhardt. Pour la sortie de son album suivant, le groupe signe un contrat avec le label indépendant Dockyard 1. En 2007, le groupe publie l'album Megatropolis, puis se sépare avec Dockyard 1 pour signer avec AFM Records et y publier l'album The Landing.
En 2014 sort Rise of the Hero, qui est, comme pour Unification, classé 76e des classements musicaux allemands. En 2015, Iron Savior publie l'album Megatropolis 2.0.
En 2015, le groupe publie son premier DVD live qui s'intitule Live in the final frontier.
En 2016, le groupe sort l'album Titancraft, leur neuvième album studio.

## Style musical
Le groupe utilise le thème de la science-fiction pour leurs compositions. Beaucoup d'album-concept dans le monde du metal sont basés sur la fantasy, et Iron Savior est l'un des premiers groupes à changer cette tendance.  La plupart de leurs chansons (surtout dans leurs premiers albums) racontent l'histoire d'un vaisseau spatial doué de conscience (le Iron Savior, littéralement « le sauveur de fer »). Ce vaisseau serait originaire du continent perdu de l'Atlantide. Leur style est proche de celui Gamma Ray et de Helloween. Et pour cause : Kai Hansen, un des membres fondateurs du groupe, a participé à ces deux formations. 

## Membres

### Membres actuels
- Piet Sielck – chant, guitare (depuis 1996)[2]
- Jan-Sören Eckert – basse (1998-2002, depuis 2011)[2]
- Thomas Nack – batterie, percussions diverses (depuis 1998)[2]
- Joachim « Piesel » Küstner – guitare (depuis 2000)[2]

### Anciens membres
- Thomas « Thomen » Stauch – batterie (1996-1997)[2]
- Kai Hansen – chant, guitare (1996-2001)[2]
- Dan Zimmermann – batterie (1998-1999)[2]
- Andreas Kück – claviers (1998-2002)[2]
- Yenz Leonhardt – basse (2003-2011)[2]

## Discographie

### Albums studio
- 1997 : Iron Savior
- 1999 : Unification
- 2001 : Dark Assault
- 2002 : Condition Red
- 2004 : Battering Ram
- 2007 : Megatropolis
- 2011 : The Landing
- 2014 : Rise of the Hero
- 2015 : Megatropolis 2.0
- 2016 : Titancraft
- 2017 : Reforged - Riding on Fire
- 2020 : Skycrest

### EPs et singles
- 1998 : Coming Home
- 1999 : Interlude (EP)
- 2000 : I've Been to Hell